# Illiceve (Illiceve), Sovietskîi
Illiceve (în ucraineană Іллічеве) este localitatea de reședință a comunei Illiceve din raionul Sovietskîi, Republica Autonomă Crimeea, Ucraina.

## Demografie
Componența lingvistică a localității Illiceve
     Rusă (69,07%)
     Tătară crimeeană (17,27%)
     Ucraineană (12,37%)
     Alte limbi (0,34%)
Conform recensământului din 2001, majoritatea populației localității Illiceve era vorbitoare de rusă (69,07%), existând în minoritate și vorbitori de tătară crimeeană (17,27%) și ucraineană (12,37%).